# Marfrig Alimentos
Marfrig Alimentos est une entreprise brésilienne d'agroalimentaire créée en 2000. Elle est le troisième acteur national du secteur derrière JBS Friboi et Brasil Foods.

## Historique
Marfrig a repris en 2010 le groupe américain Keystone Foods avant de revendre 2 ans plus tard les activités logistique et de distribution à Martin-Brower.
En août 2018, Tyson Foods acquiert les activités américaines de Marfrig Alimentos, à savoir Keystone Foods, filiales spécialisées dans le poulet, pour 2,5 milliards de dollars.
En juin 2021, Marfrig annonce prendre une participation de 31,66 % dans BRF, un producteur de viande porcine et de volaille.